# Cyril Abidi
Cyril Abidi (ur. 25 lutego 1976 w Marsylii) – francuski kick-boxer, zawodnik K-1.

## Kariera w kick-boxingu
W K-1 zadebiutował w 1999 roku, pokonując Petara Majstorovicia. W 2000 roku na gali K-1 Spirits 2000 znokautował w pierwszej rundzie trzykrotnego mistrza K-1 Petera Aertsa. Półtora miesiąca później spotkali się oni w rewanżu i również tym razem walka zakończyła się zwycięstwem Abidiego (kontuzja Aertsa). Dopiero w trzeciej walce między nimi, w ćwierćfinale World GP 2000 w Tokio, Aertsowi udało się zwyciężyć. Mimo porażki Francuz awansował do następnej rundy, gdyż Holender doznał głębokiego rozcięcia na czole, uniemożliwiającego mu dalszy udział w turnieju. Ostatecznie Abidi odpadł w półfinale, znokautowany przez Raya Sefo. 
W finałowej fazie K-1 WGP walczył ponownie w 2003 roku. W ćwierćfinale pokonał przez decyzję Francois Bothę, lecz w półfinale został znokautowany przez późniejszego mistrza, Remy'ego Bonjasky'ego.
W 2005 roku, podczas gali World GP w Paryżu przegrał przez techniczny nokaut z rodakiem Jérôme'em Le Bannerem. Walka ta przeszła do historii jako jeden z bardziej brutalnych i zaciętych pojedynków w historii K-1. Oznaczała też zmierzch kariery Abidiego w K-1. Pożegnalną walkę stoczył w marcu 2007 roku w Jokohamie z Mitsugu Nodą. 

## Osiągnięcia
- 2003 K-1 World GP w Paryżu - 2. miejsce
- 2000 K-1 World GP w Jokohamie - 2. miejsce
- 2000 Mistrz Francji w boksie amatorskim w wadze superciężkiej (+91 kg)
- 1996 Mistrz Francji w kick-boxingu